# Reynaldo Parks
Reynaldo Parks Pérez (Puerto Limón, 4 de dezembro de 1974) é um ex-futebolista costarriquenho, que atuava como zagueiro.

## Carreira em clubes
Iniciou sua carreira em 1991, no Limonense, onde jogou até 1993. Após passagens discretas por Herediano e Municipal, teve sua primeira boa trajetória no futebol mexicano, onde defendeu o Tecos UAG entre 1997 e 2001, com um rápido período emprestado ao Jaguares de Colima, em 1997.
De volta à Costa Rica em 2001, assinou contrato com o Saprissa, onde jogou por uma temporada. Retornou ao México no ano seguinte, para atuar no La Piedad, também por empréstimo. Voltaria ao Saprissa ainda em 2002, fazendo parte do elenco que terminou em terceiro lugar no Mundial de Clubes da FIFA em 2005.
Depois de passar por Universidad de Costa Rica e San Carlos, voltaria ao Limonense em 2009, jogando por uma temporada antes de encerrar a carreira em 2009, aos 35 anos.

## Seleção
Reynaldo Parks defendeu a Seleção Costarriquenha de Futebol entre 1993 e 2003, jogando 48 partidas e marcando um gol.
Participou da Copa América de 2001 e da Copa Ouro da CONCACAF de 2002. Era nome certo na Copa do Mundo sediada por Japão e Coreia do Sul, sendo inclusive o capitão dos Ticos durante as Eliminatórias. Porém, uma lesão no joelho sofrida a poucos dias da estreia contra a China impediu o zagueiro de participar do torneio. Para seu lugar, foi convocado Pablo Chinchilla, que também atuava como zagueiro, mas que também podia jogar como lateral-esquerdo.
Com seu corte, não teve chance de atuar juntamente com seu primo, o atacante Winston Parks, numa competição oficial entre seleções.